# Mandylon
Mandylon är ett svenskt rockband som grundades av Sven-Holger Rosenvinge. Debutalbumet A Good Excuse and a Yellow Sun släpptes 2008 på etiketten Vulture & Sons Music Group. Genren som Mandylon rör sig i brukar oftast benämnas emo eller goth.

## Historia
Mandylon bildades i slutet av 1990-talet, då under namnet Creeping Jesus. De släppte flera EP och spelade flitigt både i Sverige och i övriga Norden. Bandet träffade i början av 2000-talet Jens Bogren som höll på att ta över f.d Studio Kuling i Örebro, och en ny musikalisk era började ta form. De tidigare blåssektionerna och orglarna ersattes med moderna syntar och en mer ren ljudbild uppstod. Jens tog sig an rollen som gitarrist tillika producent, bandet som under denna tid hette Amino. De påbörjade produktionen som senare ledde till debutalbumet A Good Excuse and a Yellow Sun. Inspelningen gjordes i Fascination Street Studios som nu helt ägdes av Jens Bogren. 2009 tog bandet en paus för att arbeta med andra musikaliska projekt.

## Diskografi
Studioalbum och singlar
- 2021 - Funny, Singel med en video som släpptes i januari 2022.

- 2008 – A Good Excuse and a Yellow Sun [3][4][5][6]

1. Nnnwaah 4.53
2. Mother 4.58
3. Call Heaven ¹ 3.03
4. Come Down 4.17
5. Gloomy Sunday 3.31
6. Angel 3.56
7. A Good Excuse and a Yellow Sun 4.50
8. Freddy ² 3.45
9. Beautiful Day ² 3.41
10. Land on My Tongue 4.29

Inspelad i Fascination Street Studios, Örebro.
- Producerad och mixad av Jens Bogren förutom
- ¹ Inspelad, mixad och co-producerad av Johan Örnborg, Studio Mega[7]
- ² Mixad av Andy Scarth[7]